# Партия промышленников и предпринимателей Украины
Партия промышленников и предпринимателей Украины (укр. Партія промисловців і підприємців України) — украинская политическая партия с ориентацией на поддержку предпринимателей.
Создана 9 февраля 2000 на основе Украинского союза промышленников и предпринимателей (УСПП), сформированного в 1993 году.

С 1997 и по настоящее время — УСПП возглавляет Анатолий Кинах, с 2000 по 2002 год — премьер-министр Украины. Архивная копия от 10 августа 2021 на Wayback Machine

С момента основания (с перерывом на работу в государственной службе) и по сегодняшний день Партию промышленников и предпринимателей возглавляет — Анатолий Кинах.

С 27 ноября 2009 года Партию промышленников и предпринимателей Украины возглавлял и. о. Председателя — Александр Коробчинский, который в 2011 году был убит около своего дома в Одессе. После чего главой партии вновь стал Анатолий Кинах.
В парламентских выборах 2002 участвовала в составе блока «За единую Украину!», набравшего по результатам голосования 11,77 % и занявшего третье место.
В парламентских выборах 2006 года Партия промышленников и предпринимателей Украины участвовала в составе избирательного блока политических партий «Наша Украина», в который входили:
- Христианско-демократический союз
- Конгресс украинских националистов
- Народный рух Украины
- Партия промышленников и предпринимателей Украины
- Украинская республиканская партия «Собор»
- Партия «Наша Украина»

По списку блока в парламент прошли восемь представителей партии.

В марте 2007 лидер партии Анатолий Кинах принял предложение правительственной коалиции (Партия регионов — СПУ — КПУ) занять пост министра экономики в правительстве Виктора Януковича, что фактически означало уход представителей его партии из парламентской оппозиции. Это решение стало одним из факторов, приведших к решению президента Виктора Ющенко распустить Верховную Раду и назначить досрочные выборы.

19 апреля 2007 на съезде блока партий «Наша Украина» Партия промышленников и предпринимателей была исключена из состава блока.

4 августа 2007 VI съезд ПППУ приняла решение поддержать на выборах в Верховную раду Партию регионов. Анатолий Кинах был включён в её избирательный список.

ПППУ, принимала участие в местных выборах 2010, 2015 годах и в разное время образовала фракции в 4 областных, 5 городских и 9 районных советах.

Партия принимала участие в местных выборах 2020 года и образовала фракции в 4 городских и 7 районных советах  Архивная копия от 20 апреля 2021 на Wayback Machine